# A Few Best Men
A Few Best Men  é um filme de comédia romântica coproduzido pela Austrália e pelo Reino Unido e lançado em 2011, sob a direção de Stephan Elliott.[carece de fontes?]

## Elenco
- Xavier Samuel - David Locking
- Kris Marshall - Tom
- Kevin Bishop - Graham
- Rebel Wilson - Daphne Ramme
- Olivia Newton-John - Barbara Ramme
- Laura Brent - Mia Ramme
- Jonathan Biggins - Jim Ramme
- Tim Draxl - Luke
- Steve Le Marquand - Ray
- Elizabeth Debicki - Maureen